# Anzême
Anzême ist eine Gemeinde in Frankreich. Sie gehört zur Region Nouvelle-Aquitaine, zum Département Creuse, zum Arrondissement Guéret und zum Kanton Saint-Vaury.

## Geografie
Anzême liegt an der Creuse. Der Fluss bildet im Westen und im Norden weitgehend die Gemeindegrenze. Rechts davon befinden sich ein Teil der Gemeindegemarkung sowie Glénic und Jouillat im Westen und Champsanglard und Le Bourg-d’Hem im Norden. Die weiteren Nachbargemeinden sind Saint-Fiel im Südosten, Saint-Sulpice-le-Guérétois im Süden, Bussière-Dunoise im Westen und La Celle-Dunoise im Nordwesten.

## Sehenswürdigkeiten
- Kirche Saint-Pierre-et-Saint-Paul, seit 1982 ein Monument historique

## Bevölkerungsentwicklung
| Jahr      | 1962 | 1968 | 1975 | 1982 | 1990 | 1999 | 2008 | 2018 |
| --------- | ---- | ---- | ---- | ---- | ---- | ---- | ---- | ---- |
| Einwohner | 808  | 707  | 601  | 508  | 519  | 535  | 561  | 526  |